# Городское поселение Видное
Городско́е поселе́ние Ви́дное — упразднённое муниципальное образование (городское поселение) в Ленинском муниципальном районе Московской области. Образовано в 2005 году, включило город областного подчинения Видное и ещё 7 населённых пунктов, позже упразднённых Булатниковского, Горкинского и Картинского сельских округов.
Упразднено 5 августа 2019 года.
Административный центр — город Видное.
Глава городского поселения — Шамаилов Моисей Исаакович, председатель Совета депутатов — Грудинин Павел Николаевич.

## Географические данные
Общая площадь — 27,17 км². Муниципальное образование находится в центре восточной части Ленинского района и граничит:
- с сельским поселением Булатниковское (на севере, западе и юго-западе)
- с городским поселением Горки Ленинские (на юге и юго-востоке)
- с сельским поселением Совхоз имени Ленина (на востоке, северо-востоке и севере)

По территории поселения проходит железная дорога Павелецкого направления (станция Расторгуево), а также автодорога «Дон».

## Население
| 2006    | 2007    | 2008    | 2009    | 2010    | 2011    |
| ------- | ------- | ------- | ------- | ------- | ------- |
| 51 574  | ↗53 899 | ↗54 615 | ↗55 253 | ↗57 770 | ↗58 428 |
| 2012    | 2013    | 2014    | 2015    | 2016    | 2017    |
| →58 428 | ↘58 265 | ↗58 336 | ↗60 272 | ↗63 265 | ↗65 993 |
| 2018    | 2019    | 2020    |         |         |         |
| ↗67 111 | ↗72 460 | ↗78 034 |         |         |         |

## Состав городского поселения
| № | Населённый пункт | Тип населённого пункта        | Население |
| - | ---------------- | ----------------------------- | --------- |
| 1 | Апаринки         | деревня                       | ↗170      |
| 2 | Видное           | город, административный центр | ↗106 222  |
| 3 | Дыдылдино        | деревня                       | ↗147      |
| 4 | Ермолино         | село                          | ↗79       |
| 5 | Ленинский        | посёлок                       | ↗113      |
| 6 | Спасское         | деревня                       | ↗92       |
| 7 | Таболово         | деревня                       | ↗93       |
| 8 | Тарычёво         | деревня                       | ↗324      |